# 罗马大帝
《罗马大帝》（拉丁语：Imperium: Augustus）是英国、意大利和法国三国联合制作、于2003年上映的一部电影，由彼得·奥图尔、维多利亚·贝沃德拉和夏洛特·兰普林主演。